# Dicranomyia anthracopoda
Dicranomyia anthracopoda är en tvåvingeart som först beskrevs av Alexander 1938.  Dicranomyia anthracopoda ingår i släktet Dicranomyia och familjen småharkrankar. Inga underarter finns listade i Catalogue of Life.